# (24225) 1999 XV80
(24225) 1999 XV80 è un asteroide troiano di Giove del campo greco. Scoperto nel 1999, presenta un'orbita caratterizzata da un semiasse maggiore pari a 5,155080 UA e da un'eccentricità di 0,039405, inclinata di 11,165158° rispetto all'eclittica. Ha un diametro di 14,633 km e un'albedo di 0,189.